# Erdbeben von Coquimbo 2015
Das Erdbeben von Coquimbo 2015 war ein Megathrust-Erdbeben mit Epizentrum im südlichen Pazifischen Ozean 46 km vor Illapel, Chile am 16. September um 19:54:33 Uhr chilenischer Zeit (22:54:33 Uhr UTC) mit einer Momentenmagnitude von 8,3. Es wurde durch eine Überschiebung entlang der Grenze zwischen der Nazca- und Südamerikanischer Platte verursacht. Vier starke Nachbeben fanden seitdem statt.

## Auswirkungen und Folgen
Nach Angaben der chilenischen Regierung sind 15 Personen ums Leben gekommen und es gab dutzende Verletzte. Am 18. September wurden 1560 Geschädigte genannt. In Argentinien erlitt ein Mann bei der Evakuierung seines Hauses einen Herzinfarkt. Es wurde ein Tsunami ausgelöst, weswegen durch das Pacific Tsunami Warning Center in Honolulu, Hawaii für den gesamten Pazifikraum Warnungen und Hinweise ausgegeben wurden für Ecuador, Peru, Neuseeland, Fidschi, die Salomonen, Hawaii und Kalifornien. Eine bis zu 4,5 m hohe Welle wurde entlang der Küsten der Región de Coquimbo beobachtet, und die Städte Coquimbo, Tongoy und Concón meldeten Überflutungen. Die chilenischen Behörden ordneten die sofortige Räumung der Küstenbereiche an. Von dieser Evakuierung waren landesweit eine Million Einwohner betroffen.
Illapel meldete den Ausfall der Versorgung mit Elektrizität und Trinkwasser. Hohe Gebäude schwankten noch im 1100 km vom Epizentrum entfernten Buenos Aires.

## Tektonischer Überblick

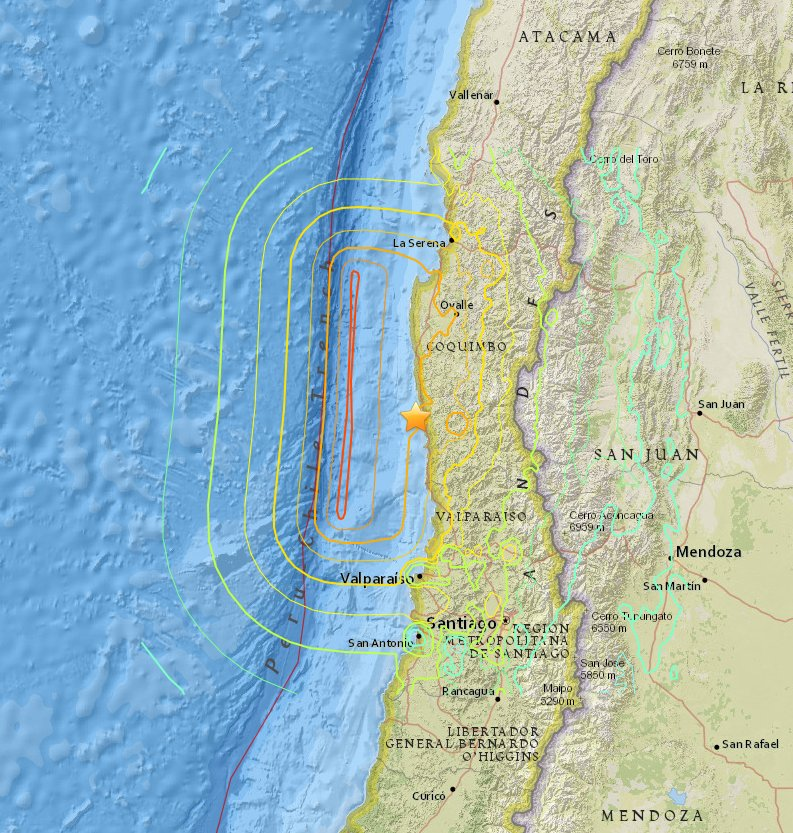
Darstellung des Bebens auf der Karte (USGS)

Das Erdbeben mit der Magnitude 8,3 vom 16. September 2015 westlich von Illapel, Chile, ereignete sich infolge einer Überschiebung an der Grenze zwischen Nazca-Platte und Südamerikanischer Platte in Zentralchile. An dieser geographischen Breite bewegt sich die Naczaplatte in Relation zur Südamerikanischen Platte mit einer Geschwindigkeit von 74 mm/Jahr ost-nordostwärts und beginnt mit der Subduktion unter den Kontinent im Atacamagraben, etwa 85 km westlich des Epizentrums des Bebens vom 16. September. Größe, Lage und Mechanismus des Erdbebenereignisses sind konsistent mit der Überschiebung in dieser Region.
Erdbeben dieser Größe werden zwar üblicherweise auf Karten als Punkte gekennzeichnet, tatsächlich rutschen die Platten über einen größeren Abschnitt der Plattengrenze. Bei Erdbeben der vorliegenden Größe handelt es sich typischerweise um ein Gebiet von 230 km Länge und 100 km Breite.
Chile hat eine lange Geschichte von großen Erdbeben, darunter zuletzt besonders das Erdbeben im Frühjahr 2010 mit der Magnitude 8,8, das zu starken Zerstörungen in Zentralchile südlich des vorliegenden Ereignisses mit über 500 Toten führte und einen rund 400 km langen Abschnitt der Plattengrenze südlich des Juan-Fernández-Rückens betraf, der unmittelbar im Süden des Epizentrums des Erdbebens von 2015 den Atacamagraben erreicht. An dieser Subduktionszone ereignete sich auch das bisher größte weltweit aufgezeichnete Erdbeben, das Erdbeben von Valdivia 1960 in Südchile. In den einhundert Jahren vor dem Ereignis vom 16. September 2015 gab es im Umkreis von 400 km um dessen Epizentrum 15 weitere Erdbeben mit Magnituden über 7.
Chile liegt an einem der seismisch aktivsten Gebiete der Erde. Ein Erdbeben mit der Magnitude 8,2 ereignete sich 2014 unweit von Iquique.

## Tsunami

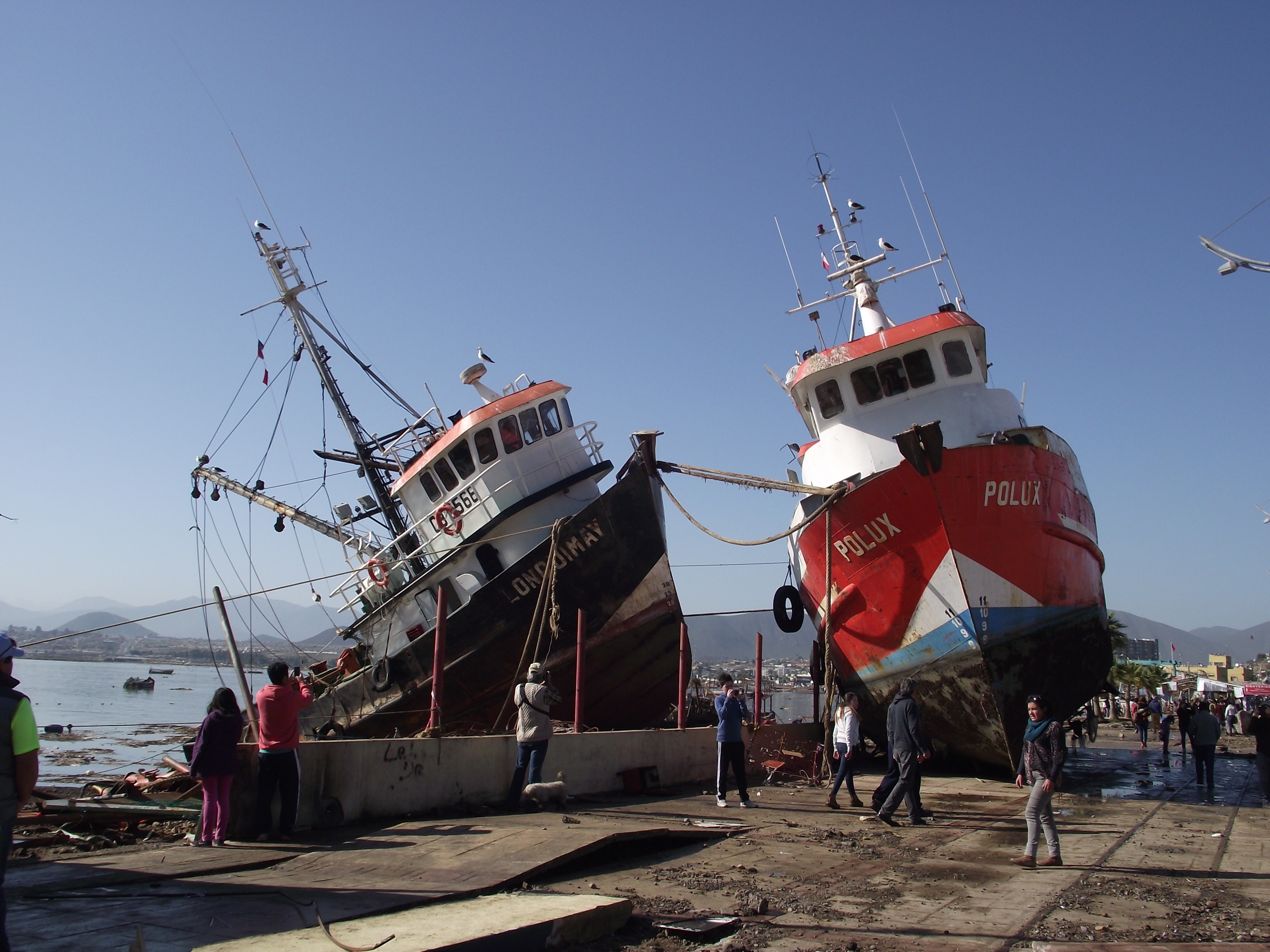
Boot, gestrandet auf der Costanera Avenue von Coquimbo

Das Pacific Tsunami Warning Center (PTWC) der National Oceanic and Atmospheric Administration (NOOA) gab sechs Minuten nach dem Erdbeben die erste Warnung vor einem für die Küsten Chiles und Perus zerstörerischen Tsunami aus. Später gab das PTWC dann bekannt, dass es für Chile einen Tsunami mit einer Höhe von örtlich mehr als drei Metern erwarte und eine Höhe zwischen einem und drei Meter über dem normalen Tidenwasserstand für einige Küsten in Französisch-Polynesien. Einen Tsunami zwischen 0,3 und 1 m errechnete das PTWC für weitere Küstenabschnitte in Südamerika und Ozeanien. Für alle anderen Küsten des Pazifischen Ozeans wurde eine Höhe des Tsunamis geringer als 0,3 m erwartet.

## Bildergalerie

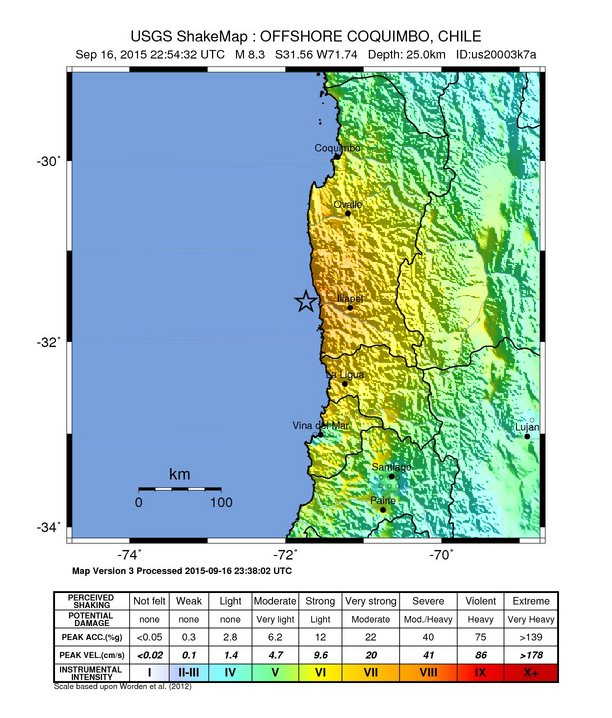
Erdbeben
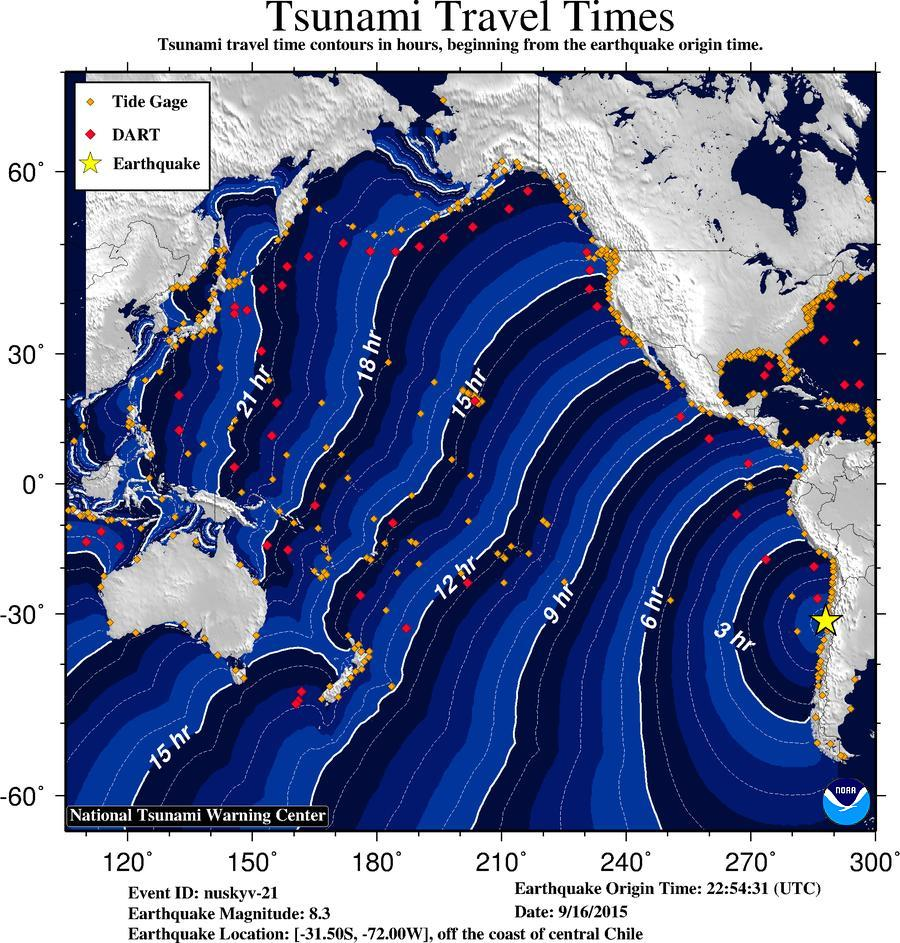
Tsunami
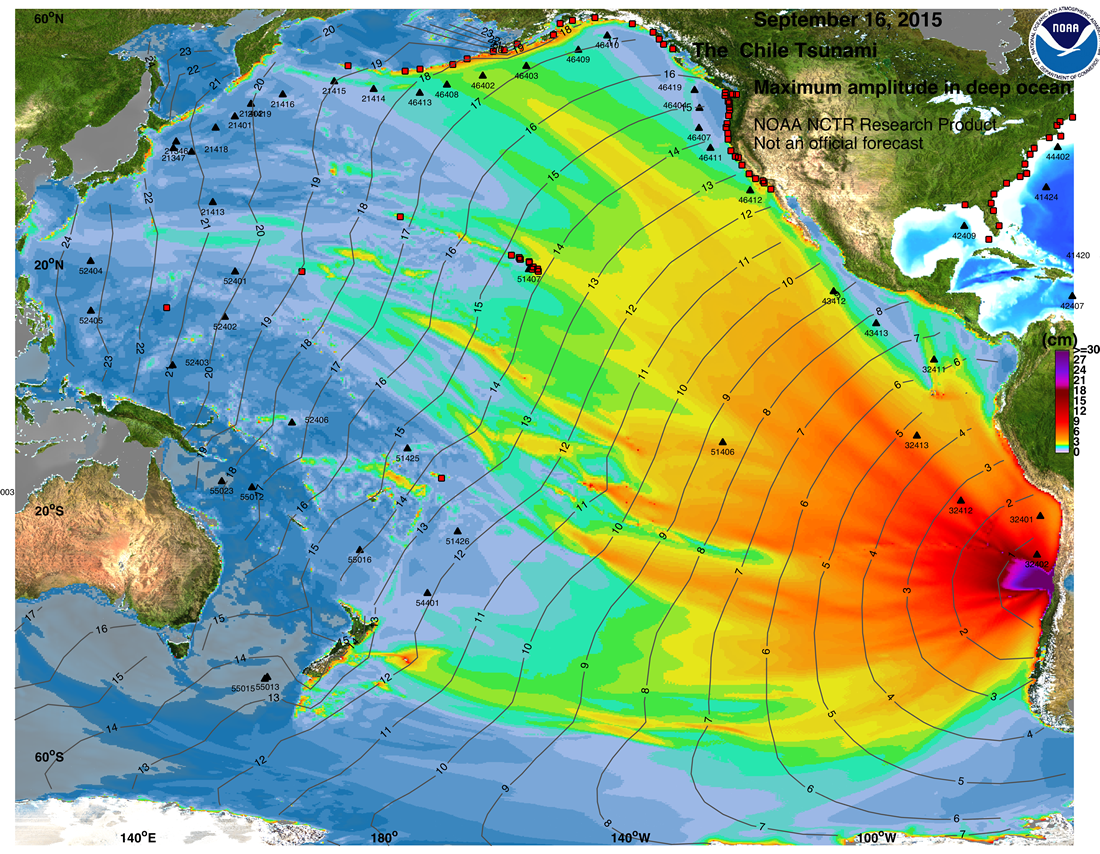
Tsunami
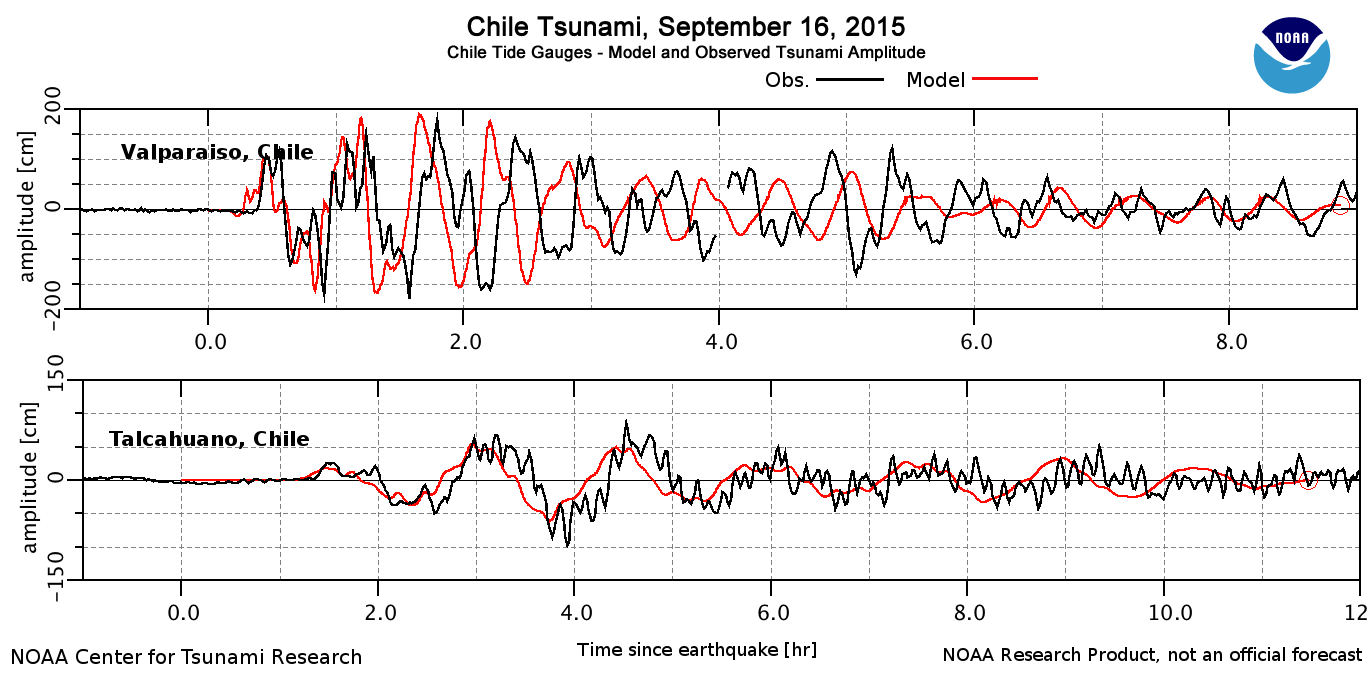
Tsunami

## Belege
1. 1 2 3 4 5 6 7  M 8.3 - 48km W of Illapel, Chile. United States Geological Survey, abgerufen am 11. Januar 2020 (englisch).
2. ↑   Strong quake shakes Chile capital, causing buildings to sway, 16. September 2015 (englisch).
3. ↑  M8.3 – 46km W of Illapel, Chile. United States Geological Survey, 16. September 2015, abgerufen am 17. September 2015 (englisch).
4. ↑  M6.3 – 71km W of Illapel, Chile. United States Geological Survey, abgerufen am 17. September 2015 (englisch).
5. ↑  M6.1 – 44km WSW of Illapel, Chile. United States Geological Survey, abgerufen am 17. September 2015 (englisch).
6. ↑  M6.2 – 70km W of Illapel, Chile. United States Geological Survey, abgerufen am 17. September 2015 (englisch).
7. ↑  M6.4 – 25km W of Illapel, Chile. United States Geological Survey, abgerufen am 17. September 2015 (englisch).
8. ↑  Monitoreo por Sismo de Mayor Intensidad. In: onemi.gov.cl. 24. Oktober 2015, abgerufen am 11. Januar 2020 (spanisch).
9. ↑  Grupo Copesa: Onemi: aumentan a 13 los muertos y a seis los desaparecidos. In: latercera.com. 18. September 2015, archiviert vom Original am 7. Oktober 2015; abgerufen am 7. Februar 2016 (spanisch).
10. ↑  Terremoto en Chile que se sintió en la ArgentinaSe asustó por el temblor, sufrió un infarto y murió. In: clarin.com. 17. September 2015, abgerufen am 11. Januar 2020 (spanisch).
11. 1 2 3 4  Ben Doherty: Tsunami warnings across Pacific after magnitude 8.3 earthquake hits Chile. In: The Guardian. Abgerufen am 17. September 2015 (englisch).
12. ↑  Pascale Bonnefoy, Simon Romero:  Chile Earthquake Strikes Coast, Forcing Residents to Evacuate In: The New York Times, 16. September 2015. Abgerufen am 17. September 2015 (englisch).
13. ↑   Tsunami warning after powerful earthquake hits Chile In: Collie Mail, 17. September 2015
14. ↑  Strong Chile earthquake sets off tsunami waves. BBC News, abgerufen am 17. September 2015 (englisch).
15. ↑  Pacific Tsunami Warning Center: Tsunami Message Number 1. National Oceanic and Atmospheric Administration, 16. September 2015, abgerufen am 17. September 2015 (englisch).
16. ↑  Pacific Tsunami Center: Tsunami Message Number 11. National Oceanic and Atmospheric Administration, 17. September 2015, archiviert vom Original am 20. September 2015; abgerufen am 17. September 2015 (englisch).  Info: Der Archivlink wurde automatisch eingesetzt und noch nicht geprüft. Bitte prüfe Original- und Archivlink gemäß Anleitung und entferne dann diesen Hinweis.